# Băng giám sát điện tử

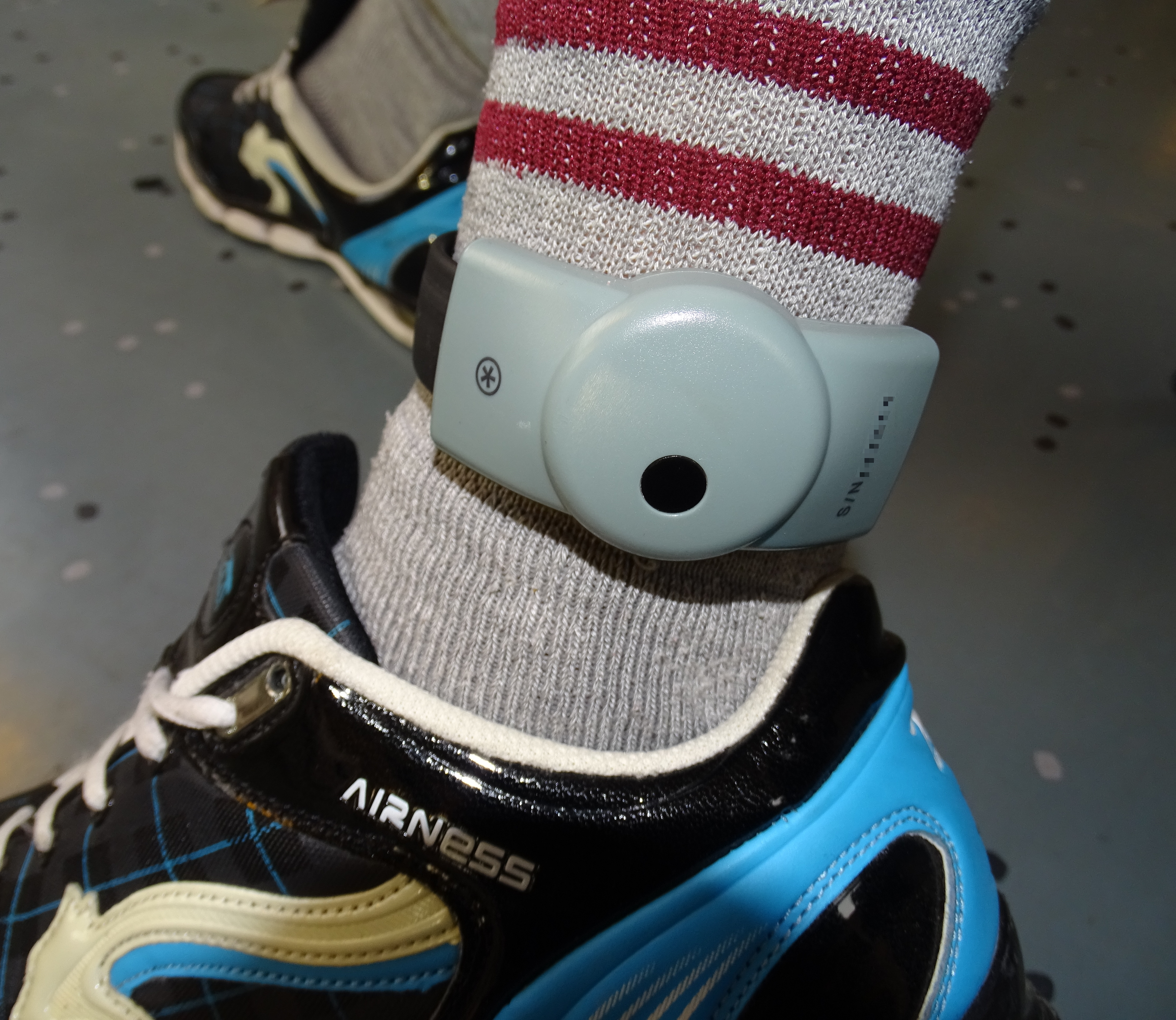
Một chiếc băng giám sát điện tử đeo ở mắt cá chân.

Băng giám sát điện tử (tiếng Anh: Electronic tagging) là một dạng giám sát sử dụng một thiết bị điện tử phù hợp với đối tượng bị gắn.
Trong một số phạm vi pháp lý, một chiếc băng giám sát điện tử gắn ở phía trên mắt cá chân được dùng cho những người nằm trong tình trạng tiền tại ngoại hoặc tạm tha có theo dõi. Nó còn được dùng trong các cơ sở y tế và giám sát nhập cư ở một số quyền hạn pháp lý. Băng giám sát điện tử có thể được dùng kết hợp với hệ thống Định vị Toàn cầu (GPS). Để theo dõi một người đeo băng giám sát điện tử trong phạm vi ngắn, thì kĩ thuật tần số vô tuyến sẽ được dùng đến.